# Осада Бреды (1590)
Осада Бреды — небольшое сражение в рамках Восьмидесятилетней войны и Англо-испанской войны, в результате которого англо-голландские войска во главе с Морицем Оранским захватили у испанцев укреплённый город Бреда.
Голландцы прибегли к хитрости — использовали «Троянского коня» — спрятали небольшой десант в торфяной барже, которая вошла в город, после чего город был взят с минимальным количеством жертв. Взятие Бреды стало поворотным моментом в войне — после него голландские войска смогли перейти в наступление.

## Предыстория
Город Бреда расположен в месте слияния рек Аа и Марк в Брабанте и является крупнейшим городом провинции. Бреда была хорошо укреплена и окружена оборонительным рвом, питаемым водами реки Марк. С 1581 года город был под контролем Испании и имел гарнизон из 500 солдат-пехотинцев и 100 кавалеристов — итальянцев и сицилийцев, находившихся на испанской службе. Эдуардо Ланцавеккья, губернатор Бреды и Гертруйденберга, активизировал строительство укреплений и оборонительных сооружений, поскольку был извещен о готовящемся нападении на оба города. В начале 1590 года он находился в Гертруйденберге, контролируя ход строительства, и в его отсутствие исполняющим обязанности губернатора Бреды был его племянник Паоло Ланцавеккья.

## «Троянский конь»
В феврале 1590 года дворянин из Камбре Шарль де Эрожье по приказу Морица Оранского должен был произвести тайную разведку Бреды. Под видом рыбака он рассчитывал попасть в город и изучить слабые стороны укреплений и гарнизона. Эрожье связался с Адрианом ван ден Бергом, тайным агентом повстанцев в городе, который организовал прибытие в Бреду баржи с топливом на зиму — торфом. Эрожье спрятался в лодке вместе с небольшой группой солдат и был удивлен, как легко ему это удалось сделать — ни один из солдат гарнизона не проверял баржу. По результатам разведки Эрожье составил рапорт, в котором указал, что тактика «Троянского коня» может принести успех в грядущей осаде города, и передал рапорт Морицу Оранскому.
План был представлен Морицу и он его одобрил, приказав реализовать задуманное с максимальной секретностью. 25 февраля Шарль де Эрожье должен был возглавить тайное нападение, получив в распоряжение 68 голландских и английских солдат. Они ждали рядом с устьем реки прихода лодки Адриана ван дер Берга в сопровождении капитанов Ложье и Ферве и лейтенанта Мэтью Хелда. В тот же день Мориц Оранский, Френсис Вир и граф Гогенлоэ с 800 голландскими и 600 английскими солдатами и 300 кавалеристами прибыл в Виллемстад, в тридцати километрах от Бреды. Там они собирались ждать сигнала от Эрожье в случае успеха его операции.
26 февраля Эрожье и его отряд погрузились в баржу с торфом. Ван дер Берг был болен, и потому баржей правили два его племянника. Из-за ледостава на реке лодка двигалась медленнее, чем ожидалось, задержавшись с прибытием в Бреду на несколько дней. К вечеру субботы отряд наконец достиг города и прошел внешние ворота.

## Приступ
Скрытые под грудами торфа голландцы не столкнулись ни с одним досмотром. Проникнув в город, Эрожье подал сигнал Морицу, который без промедления начал марш своих войск к городу.
На рассвете воскресенья 4 марта отряд Эрожье разделился на две группы: сам Эрожье со своим отрядом атаковал позиции стражи, в то время как Ферве попытался захватить контроль над арсеналом. Неожиданные действия голландцев застали итальянский гарнизон врасплох. Нападавшие убили сорок защитников, не понеся потерь. Перед рассветом отряды Гогенлоэ уже прибыли к воротам Бреды, вскоре подошла и основная армия Морица Оранского и Френсиса Вира. К тому времени солдаты Эрожье уже взяли под свой контроль большую часть города.

## Капитуляция
Гарнизон Бреды был блокирован, и совершенно растерявшийся Паоло Ланцавеккья начал переговоры с нападавшими по условиям капитуляции. Соглашение было достигнуто на следующих условиях:
- город не должен был быть разграблен в обмен на выплату денег каждому из солдат-участников нападения.
- католики могли беспрепятственно покинуть город вместе со своим имуществом.
- тем, кто хотел остаться, не должен был быть причинен вред, и их имущество следовало оставить в покое[5][6].

## Последствия
Взятие голландцами и англичанами Бреды, казавшейся неприступной, стало неприятным сюрпризом для испанских властей. Алессандро Фарнезе, генерал-губернатор Нидерландов, был в ярости от трусости итальянского гарнизона города. Три капитана, ответственных за оборону города, и четверо чиновников были уволены. Наконец, Эдуардо Ланцавеккья лишился поста губернатора Гертруйденберга.
Среди голландцев захват Бреды без потерь вызвал огромный резонанс. После нескольких лет обороны голландские и английские войска, наконец, решились на активные действия. Стратегическая ценность захвата города была подчёркнута народными торжествами и чеканкой памятных монет.
Мориц Оранский использовал Бреду как базу для последующих операций и вскоре занял Эльсхут, форт Кревекёр около Хертогенбоса, Стенберген, Розендал и Остерхут. Шарль де Эрожье после его смелой операции был назначен губернатором Бреды и награждён золотой медалью.
Граф Мансфельд был отправлен с заданием вернуть город под испанский контроль. После захвата ряда небольших деревень он построил крепость в Терхейде, а затем попытался спровоцировать в Бреде голод. В ответ голландские и английские войска под командованием Мэтью Хелда взяли под контроль речные пути, чем обезопасили город от нехватки продовольствия. Не видя перспектив, Мансфельд отступил.
Город оставался в голландских руках до 1625 года, когда испанские терции Амброзио Спинолы захватили его после длительной осады. В 1637 году Бреда после очередной осады вернулась в голландские руки навсегда.